# 1443-as busz
Az 1443-as jelzésű autóbuszvonal távolsági autóbuszjárat Debrecen és Jászberény között, melyet a Volánbusz Zrt. lát el.

## Közlekedése
Naponta egy járatpár szállítja az utasokat.
A járat menetideje 4 óra 35 perc, útvonalának hossza 206,4 km.

## Megállóhelyei
| 0  | Debrecen, autóbusz-állomás végállomás   | 34 | 10, 10A, 10Y, 19, 25, 25Y, 34, 35, 35Y, 36, 41, 41Y, 45, 46, 46E, 46EY, 46H, 46Y, 49Y, 125, 125Y, 146 3, 3A, 4, 5, 5A 1060, 1301, 1343, 1344, 1372, 1373, 1374, 1410, 1411, 1432, 1440, 1441, 1446, 1447, 1448, 1449, 1450 4225, 4304, 4323, 4324, 4400, 4401, 4402, 4403, 4405, 4406, 4407, 4408, 4410, 4412, 4413, 4414, 4416, 4420, 4421, 4422, 4423, 4430, 4431, 4432, 4433, 4434, 4438, 4440, 4445, 4446, 4447, 4450, 4451, 4452, 4453, 4459, 4460, 4461, 4463, 4464, 4466, 4475, 4477, 4502, 4506, 4512, 4521 |
| 1  | Debrecen, Kadosa utca                   | 33 | 41, 41Y 1372 4440, 4445, 4446, 4447, 4475, 4477 |
| 2  | Ebes, bejárati út                       | 32 | 1343, 1344, 1372 4445, 4446, 4447, 4475, 4477 |
| 3  | Hajdúszoboszló, autóbusz-állomás        | 31 | 1, 1A, 2, 2A, 3 1343, 1344, 1372 4445, 4446, 4447, 4473, 4475, 4476, 4477, 4542 |
| 4  | Hajdúszoboszló, Forrás Áruház           | 30 | 1, 1A, 2A 4446, 4447, 4473, 4475, 4476, 4477, 4542 |
| 5  | Hajdúszoboszló, Nádudvari utca 1.       | 29 | 3 4446 |
| 6  | Nádudvar, autóbusz-váróterem            | 28 | 4446, 4447, 4532 |
| 7  | Püspökladány, vasútállomás              | 27 | 4446, 4521, 4522, 4538 személyvonat, Cívis InterRégió, Szabolcsi Tekergő expresszvonat, Aranypart expresszvonat, expresszvonat, Tokaj InterCity, Nyírség InterCity, Hargita nemzetközi InterCity, Corona nemzetközi InterCity, Latorca nemzetközi InterCity, Hortobágy EuroCity, Transilvania EuroCity, Szamos EuroCity, Corvin nemzetközi gyorsvonat |
| 8  | Püspökladány, autóbusz-váróterem        | 26 | 4446, 4521, 4522, 4538 |
| 9  | Karcag, autóbusz-állomás                | 25 | 1, 1A, 2, 2A, 3, 4 1066, 1375 4616, 4619, 4700, 4701, 4702, 4704, 4710, 4715, 4720, 4730, 4812 |
| 10 | Karcag, kórház                          | 24 | 1, 1A, 3 4616, 4700, 4701, 4702, 4710, 4715, 4720, 4730 |
| 11 | Berekfürdői elágazás                    | 23 | 1375 4616, 4700, 4701, 4702, 4730 személyvonat |
| 12 | Berekfürdő, református templom          | 22 | 4616, 4700, 4701, 4702, 4730 |
| 13 | Berekfürdő, strandfürdő                 | 21 | 1066, 1375 4616, 4700, 4701, 4702, 4730 |
| 14 | Berekfürdő, református templom          | 20 | 4616, 4700, 4701, 4702, 4730 |
| 15 | Berekfürdői elágazás                    | 19 | 1375 4616, 4700, 4701, 4702, 4730 személyvonat |
| 16 | Kunmadaras, Bajcsy-Zsilinszky utca      | 18 | 4616, 4700, 4701, 4702, 4730 |
| 17 | Kunmadaras, községháza                  | 17 | 1066, 1375, 1377, 1468 4608, 4614, 4616, 4700, 4701, 4702, 4730 |
| 18 | Kunhegyes, autóbusz-állomás             | 16 | 1066, 1346, 1377, 1468, 1516 4608, 4609, 4614, 4616, 4720, 4730, 4757, 4760 |
| 19 | Abádszalók, autóbusz-állomás            | 15 | 1066, 1069, 1075, 1346, 1516 3561, 4609, 4613, 4730, 4731, 4760 |
| 20 | Abádszalók, vasútállomás bejárati út    | 14 | 1075, 1346 4613, 4760 személyvonat |
| 21 | Pusztataskony, szociális otthon         | 13 | 1066, 1069, 1075, 1346 3561, 4613, 4760 |
| 22 | Kisköre, Tisza-híd                      | 12 | 1346 személyvonat |
| 23 | Kisköre, Szent István park              | 11 | 1066, 1069, 1075, 1346 3433, 3436, 3561 |
| 24 | Tiszanána, Fő tér                       | 10 | 1066, 1068, 1069, 1075, 1346 3431, 3433, 3436, 3561, 3562 |
| 25 | Tiszanána, Ballók-tó                    | 9  | 1066, 1068, 1069, 1346 3431, 3433, 3436, 3561, 3562 |
| 26 | Kömlő, italbolt                         | 8  | 1066, 1068, 1069, 1075, 1346 3430, 3431, 3433, 3434, 3436, 3561, 3562 |
| 27 | Átány, autóbusz-váróterem               | 7  | 1066, 1068, 1069, 1075 3434, 3441, 3442, 3443, 3550, 3561, 3562 |
| 28 | Heves, Hősök tere                       | 6  | 1066, 1067, 1068, 1069, 1362, 1376, 1466, 1517 3424, 3434, 3441, 3442, 3443, 3444, 3550, 3560, 3561, 3562, 3665, 3666, 3670, 3689, 3695 |
| 29 | Heves, autóbusz-állomás                 | 5  | 1066, 1067, 1068, 1069, 1075, 1362, 1376, 1466, 1517 3424, 3434, 3441, 3442, 3443, 3444, 3550, 3560, 3561, 3562, 3665, 3666, 3669, 3670, 3689, 3695 |
| 30 | Jászszentandrás, autóbusz-váróterem     | 4  | 1070, 1075, 1076, 1517 3424, 3443, 3669, 4655 |
| 31 | Jászapáti, autóbusz-állomás             | 3  | 1070, 1075, 1076, 1077, 1362, 1376, 1466, 1517 3424, 3443, 3669, 4603, 4655, 4657, 4658, 4659, 4661 |
| 32 | Jászjákóhalma, községháza               | 2  | 1070, 1075, 1076, 1077, 1362, 1376, 1466 3424, 3443, 3669, 4653, 4654, 4655, 4659 |
| 33 | Jászberény, jászteleki elágazás         | 1  | 1 1070, 1075, 1077, 1078, 1466, 1469, 1515 3669, 4601, 4602, 4653, 4654, 4655, 4659, 4660, 4662, 4663 |
| 34 | Jászberény, autóbusz-állomás végállomás | 0  | 1, 2A 1070, 1075, 1076, 1077, 1078, 1348, 1362, 1376, 1466, 1467, 1469, 1515 498, 499, 503, 523, 3424, 3443, 3667, 3669, 3671, 4601, 4602, 4650, 4651, 4653, 4654, 4655, 4659, 4660, 4662, 4663, 4681, 4685, 4686 |